# Instrument Soundtrack
Albums de Fugazi
End Hits The Argument
Instrument soundtrack est un album de Fugazi publié en 1999.

## Liste des titres
1. Pink Frosty (3 min 47 s)
2. Lusty Scripps (3 min 42 s)
3. Arpeggiator (2 min 54 s)
4. Afterthought (1 min 28 s)
5. Trio's (2 min 15 s)
6. Turkish Disco (2 min 34 s)
7. Me and Thumbelina (45 s)
8. Floating Boy (3 min 35 s)
9. Link Track (1 min 26 s)
10. Little Debbie (1 min 49 s)
11. H.B. (1 min 19 s)
12. I'm So Tired (1 min 59 s)
13. Rend It (3 min 32 s)
14. Closed Captioned (5 min 50 s)
15. Guilford Fall (3 min 29 s)
16. Swingset (1 min 37 s)
17. Shaken All Over (58 s)
18. Slo Crostic 2 min 41 s)